# Nenad Vasović
Nenad Vasović je srpski novinar-urednik, prevodilac i filmski montažer.

## Biografija
Rođen je 22. jula 1968. godine u Beogradu, a odrastao je u Zemunu. Bio je učenik Devete beogradske gimnazije "Mihajlo Petrović Alas", generacije koja je maturirala 1987. godine. Diplomirao je filmsku i televizijsku montažu na Fakultetu dramskih umetnosti u Beogradu 1995. godine. Radio je 1995-1996. godine kao asistent na Katedri za filmsku i televizijsku montažu na FDU.
Od 1987. godine radi u redakciji časopisa „Svet kompjutera“, gde je uređivao deo časopisa posvećen računarskim igrama i elektronskoj zabavi. Dobitnik je priznanja "Kompjuteraški novinar godine" (prema glasovima čitalaca) za 1990. i 1991. godinu (raspadom Jugoslavije nagrada je prestala da se dodeljuje). Od septembra 2011. godine je glavni i odgovorni urednik "Sveta kompjutera". 
Prevodio je i pisao članke za "Politiku", "Nin", "Politikin zabavnik", "Ilustrovanu politiku", srpsko izdanje "Playboya" i druge srpske novine. Napisao je i preveo nekoliko knjiga. Član je Udruženja novinara Srbije od 1997. godine. 
Zvanje Microsoft Certified Profesional stekao je 2000. godine. 